# Barbarano Mossano
Barbarano Mossano är en kommun i provinsen Vicenza i regionen Veneto i Italien. Kommunen hade 6 472 invånare (2018).
Kommunen bildades den 17 februari 2018 genom en sammanslagning av de tidigare kommunerna Barbarano Vicentino och Mossano.